# Хуан де Виљануева
Хуан Антонио де Виљануева и де Монтес (шп. Juan Antonio de Villanueva y de Montes; Мадрид, 15. септембар 1739 – Мадрид, 22. август 1811) био је шпански архитекта, најпознатији као представник шпанског неокласицизма у архитектури.

## Биографија
Хуан Антонио је био други син вајара Хуана Виљануеве и Барбалеса, (Juan Villanueva y Barbales) и Анхеле де Монтес и Гонсалес (Ángela de Montes y González). Старији брат Дијего де Виљануева (Diego de Villanueva) му је такође био архитекта и у првим годинама стваралаштва му је био учитељ. Са само једанаест година, Хуан је започео школовање у Краљевској академији ликовних уметности у Сан Фернанду (Real Academia de Bellas Artes de San Fernando). Током студија добио је неколико награда, дизајнирао је градско веће Бадајоса, и планирао реформу манастира "Las Descalzas Reales". 1758. године, отпутовао је у Италију у Краљевску академију ликовних уметности да би завршио своје школовање вративши се 1765. у Шпанију. Биографски детаљи овог путовања током којег одлази у Рим, Напуљ, Парму и Еркулано, углавном су непознати. На овом путовању настају његови бројни цртежи. 1764. објавиће Órdenes de Vignola.
Годину дана касније, отпутовао је у Кордобу и Гранаду, заједно са Хосеом де Ермосиљом (José de Hermosilla) и Хуаном Педром Амалом (Juan Pedro Amal) како би нацртао „арапске старине" (цртежи овог путовања су објављени 1804. године).
Именован је за заслужног академика Академије у Сан Фернанду. Краљ Карлос III именовао га је „архитектом принца и племића". Од тада је радио искључиво за краљевски двор. Од 1781. био је задужен на замку Ескоријал. Краљ Карлос IV дао му је титулу старијег мајстора, која је познатија као „старији архитекта".

## Стил
Његов озбиљан стил јасних пропорција представља мешавину Ерериног стила и неокласицизма. Заправо се сматра да су његови највећи узори Хуан Баутиста де Толедо (Juan Bautista de Toledo) и Хуан де Ерера (Juan de Herrera).
1771. саградио је Кућу кнежевића (Casa de Infantes) у Арањуесу; 1772. Малу кућу Ариба (Casita de Arriba), са организацијом попут оне у палати и наглашеном пластичношћу у изгледу приступне терасе, за потребе кнежевића Дон Габријела, у оквиру замка Ескоријал.
1768. постављен је за архитекту херонимске заједнице монаха из манастира Ескоријал, где је као задатак имао довршавање једног улаза. Његово прво веће дело, Кућа кнежевића и краљице (La Casa de los Infantes i de la Reina), које се налази поред северне фасаде манастира, започето је 1769. Шеснаест година касније, 1785. дизајнирао је Трећу занатску кућу (La Tercera Casa de los Oficios), у којој се строго држао стила Хуана де Ерере, аутора Прве и Друге куће заната (La Primera y Segunda Casa de los Oficios) из 1587. године.
Међутим, његово ремек-дело је зграда кабинета за природну историју, данас Музеј Прадо, која је преименована у Музеј уметности 1814. године, и једна је од најлепших грађевина шпанског неокласицизма. Данас позната као зграда Виљануева, савршено сажима Виљануевин стил: преовладавање равних линија и строго симетрично уређење архитектонских елемената. Његови најдражи материјали су били гранит и бели камен, којима је градио дела по строго уређеним правилима, по којима хармонија потиче искључиво из комбинације архитектонских форми (стубова, сводова, прозора).
1798. у Овиједу је отворено дело Хуана де Виљануеве, споменик Гаспару Мелћору де Ховељаносу (Gaspar Melchor de Jovellanos), који представља први јавни споменик посвећен једном појединцу у Шпанији. Годину дана пре смрти, 1810. ископан је Грото дел Кампо дел Моро, један од његових најновијих дизајна. То је делимично сачуван подземни пролаз који повезује западну фасаду мадридског Краљевског двора и вртова Каса де Кампо (Casa de campo).
Сматран архитектом, који је успео да својим личним стилом, без локалних утицаја, донесе у Шпанију теоријске постулате европског неокласицизма, Виљануева је био изузетно активан у Мадриду, коме је успео да подари нови изглед модерног града, што је била жеља краља Карлоса III. Једна улица у главном граду Шпаније носи његово име.

## Дела
- Кућа кнежњвића и краљице, Сан Лоренсо од Ескоријала (Casa de los Infantes y de la Reina, San Lorenzo de El Escorial), (1769)
- Мала кућа кнежевића, Аранхуес (Casita de los Infantes) (1771)
- Кућа Ариба, Ескоријал (Casita de Arriba) (1773)
- Крањевска ботаничка башта, Мадрид (Real Jardin Botánico) (1774-1781)
- Музеј Прадо (Museo de Prado) (1785)
- Трећа занатска кућа, Сан Лоренсо од Ескоријала (Тercera Casa de Oficios) (1785)
- Астрономски опсерваторијум, Мадрид (Observatorio Astronómico) (1790)
- Дворишта Ретиро, Мадрид (Jardines de Retiro)
- Грута дел Кампо дел Моро, Мадрид (Gruta del Campo del Moro)
- Опште северно гробље, Мадрид (Cementerio general de Madrid) (1804)[4]